# نانسي باكستر
نانسي باكستر (بالإنجليزية: Nancy Baxter)‏ (و. – م) هي جراحة، وعالمة، من كندا.